# Amy Chow
Amy Yuen-Yee Chow (San Jose, 15 mei 1978) is een voormalig turnster uit de Verenigde Staten.
Chow won tijdens de Olympische Zomerspelen 1996 in eigen land de gouden medaille in de landenwedstrijd en individueel de zilveren medaille aan de brug. Tijdens de Olympische Zomerspelen 2000 eindigde Chow met de Amerikaanse ploeg als vierde. Tien jaar later werd de Chinese ploeg gediskwalificeerd, omdat Dong Fangxiao slechts veertien jaar was bij haar deelname; de leeftijdsgrens voor deelname was namelijk zestien.

## Resultaten

### Olympische Zomerspelen
| Jaar | Plaats  | Resultaten                   |
| ---- | ------- | ---------------------------- |
| 1996 | Atlanta | landenwedstrijd brug         |
| 2000 | Sydney  | landenwedstrijd 14e meerkamp |

### Wereldkampioenschappen
| Jaar | Plaats   | Resultaten      |
| ---- | -------- | --------------- |
| 1994 | Dortmund | landenwedstrijd |

1928: Agsteribbe, Burgerhof, De Levie, Nordheim, Polak, Simons, Stelma, Van den Berg, Van den Bos, Van der Vegt, Van Randwijk, Van Rumt ·
1936: Bärwirth, Bürger, Frölian, Iby, Meyer, Pöhlsen, Schmitt, Sohnemann ·
1948: Honsová, Kovářová, Misáková, Müllerová, Růžičková, Šilhánová, Srncová, Veřmiřovská ·
1952: Gorochovskaja, Botsjarova, Minaitsjeva, Oerbanovitsj, Danilova, Sjamrai, Dzjoegeli, Kalintsjoek ·
1956: Manina, Latynina, Moeratova, Kalinina, Astachova, Jegorova ·
1960: Moeratova, Latynina, Astachova, Ljoechina, Ivanova, Nikolajeva ·
1964: Latynina, Astachova, Voltsjetskaja, Zamotajlova, Manina, Gromova ·
1968: Koetsjinskaja, Voronina, Petrik, Karasjova, Toerisjtsjeva, Boerda ·
1972: Toerisjtsjeva, Korboet, Lazakovitsj, Boerda, Saadi, Kosjel ·
1976: Filatova, Grozdova, Kim, Korboet, Saadi, Toerisjtsjeva ·
1980: Davydova, Filatova, Kim, Naimoesjina, Sjaposjnikova, Zacharova ·
1984: Szabo, Cutina, Păucă, Grigoraș, Stănuleț, Agache ·
1988: Baitova, Sjevtsjenko, Strazjeva, Lasjtsjenova, Boginskaja, Sjoesjoenova ·
1992: Boginskaja, Lysenko, Galijeva, Goetsoe, Groedneva, Tsjoesovitina ·
1996: Miller, Dawes, Strug, Moceanu, Phelps, Chow, Borden ·
2000: Răducan, Amânar, Olaru, Boboc, Isărescu, Presăcan ·
2004: Ban, Eremia, Ponor, Roșu, Șofronie, Stroescu ·
2008: Yang, Cheng, Jiang, Deng, He, Li ·
2012: Douglas, Maroney, Raisman, Ross, Wieber ·
2016: Biles, Douglas, Hernandez, Kocian, Raisman ·
2020: Achajmova, Listoenova, Melnikova, Oerazova ·
2024: Biles, Carey, Chiles, Lee, Rivera
- World Athletics: 14307593
- Library of Congress Control Number: no2015116454
- Virtual International Authority File: 317285245
- WorldCat: E39PBJvd8gtQCMRVc7hKdgCG73